# Lepidopus
Lepidopus és un gènere de peixos pertanyent a la família dels triquiúrids.
Viuen a l'est de l'Atlàntic nord (des de l'Estat francès fins al Senegal, incloent-hi les illes Açores, Madeira, les Canàries i la Mediterrània occidental. També n'hi ha registres aïllats més septentrionals que arriben fins a Islàndia) i l'hemisferi sud (Sud-àfrica, Austràlia i Nova Zelanda).
Són peixos bentopelàgics que viuen sobre els fons sorrencs i fangosos de la plataforma continental fins als 400 m de fondària.
El perfil del cap ascendeix suaument des de l'extrem del musell fins als ulls i després bruscament fins a l'origen de l'aleta dorsal. Tenen les crestes frontals elevades. Els radis anteriors de l'aleta anal es troben reduïts o absents. L'aleta caudal és bifurcada. La línia lateral descendeix suaument des de la part superior de l'obertura branquial fins a una posició mediolateral.
La reproducció ocorre des del final de l'hivern fins a principis de la primavera a les costes de l'Àfrica del Nord i des de l'estiu fins a la tardor a la mar Adriàtica.
Mengen peixos, crustacis i calamars.
Són capturats amb finalitats comercials al Marroc i Portugal.